# 山上 (大字)
山上，原稱為山仔頂，是臺灣臺南市山上區的一個傳統地域名稱，也是全區行政中心所在地，位於該區中西部。相較於今日行政區，其範圍大致包括山上里、新莊里、南洲里、明和里南部不含其東北端。
本地區境內主要聚落為山仔頂（山上）、新庄、大庄、南洲、苦瓜藔，設有山上國中、山上國小。

## 歷史
台灣日治初期，山上地區為一街庄，稱為「山仔頂庄」（舊制街庄），隸屬於新化東里。該庄昔日西北及北與北勢洲庄為鄰，東北隔曾文溪與內庄、蒙正庄為界，東與牛稠埔庄為鄰，東南邊為石仔崎庄，南邊為潭頂庄，西邊為大社庄。
1901年（日治明治三十四年）11月11日，全台廢縣廳改設二十廳，該庄隸屬於臺南廳。1904年（明治三十七年）3月31日，該庄編入「新化里東區」，隸屬於臺南廳。1909年（明治四十二年）10月25日，全台合併二十廳為十二廳，新化里東區仍隸屬於臺南廳。1920年（大正九年）10月1日，全台地方制度大改正，廢十二廳改設五州二廳，該庄改制並改名為「山上」大字，隸屬於臺南州新化郡山上庄（新制街庄）。
戰後山上庄改制為山上鄉，隸屬於臺南縣，大字亦改制為村。1950年（民國39年）10月25日，雲、嘉、南分治，山上鄉仍隸屬於臺南縣。2010年（民國99年）12月25日，臺南縣、市合併為直轄臺南市，山上鄉改制為山上區，村亦改制為里。

## 聚落
本地區發展較早的聚落為山仔頂（山上）、新庄、大庄、南洲、磚仔井（已消失）、苦瓜藔，在日治初期的官方地圖上已有記載。

## 交通
市道178甲線是溪州至豐德的道路，經過本地區苦瓜藔、南洲兩個聚落。由該道路西北行可前往北勢洲地區，並止於市道178號路口；東南行可前往潭頂地區東半葉（今屬豐德里），並止於隙子口聚落東南郊的省道台20線路口。
區道南140線是大營至明和的道路，其東側端點（終點）位於本地區中部偏北、南洲聚落的市道178甲線路口。
區道南140-1線是北勢洲至仁德的道路，其南側端點（終點）位於本地區西北角地帶的區道140線路口。
區道南175線是山上至虎頭山的道路，其北側端點（起點）位於本地區中部偏東、山仔頂聚落南側，由此向西南會經過大庄聚落西北郊。
區道南184線是新庄至二重溪的道路，其西側端點（起點）位於本地區中部偏東南、新庄聚落西郊的市道178甲線路口。

## 學校
- 山上國中
- 山上國小

## 公務機關
- 山上區公所
- 臺南市新化戶政事務所山上辦公處
- 臺南市政府警察局新化分局山上分駐所
- 臺南市政府消防局第四大隊山上消防分隊

## 景點
- 山上花園水道博物館
  - 原臺南水道（國定古蹟）